# Dokkum
Dokkum je nizozemsko utrjeno mesto v občini Noardeast-Fryslân v provinci Frizija. Ima 12.669 prebivalcev (8. februar 2020). Utrdbe Dokkuma so dobro ohranjene in znane kot bolwerken (bradobrani). Je peto najbolj priljubljeno nakupovalno mesto v Friziji. Imel je tudi najmanjšo bolnišnico na Nizozemskem.

## Zgodovina
Najbolj znan dogodek v zgodovini Dokkuma je mučeništvo anglosaškega misijonarja svetega Bonifacija leta 754. Oliver iz Kölna je leta 1214 v Dokkumu pridigal o peti križarski vojni in Dokkum je poslal kontingent; polmesec v grbu Dokkuma se nanaša na ta dogodek. Kot peto mesto v provinci Friziji (za Stavorenom, Harlingenom, Leeuwardenom in IJlstom ) je Dokkum leta 1298 dobil mestne pravice. Zaradi svoje lege v tistem času s povezavo s Severnim morjem (oz. Vadenskim morjem) je bil Dokkum velikega strateškega pomena.   Leta 1572 so Dokkum oplenili Španci, potem ko se je pridružil nizozemskemu uporu. Leta 1580 je Filip grof Hohenlohe-Langenburg osvojil mesto Dokkum za Viljema Oranskega. To je za Dokkum pomenilo konec španske okupacije.Med letoma 1581 in 1582 je bilo zgrajeno mestno obzidje. Leta 1597 je bila v Dokkumu ustanovljena admiraliteta Frizije, ki je bila leta 1645 preseljena v Harlingen. Leta 1971 je bilo mesto vključeno na seznam nizozemskih 'urbanih in vaških konzervacijskih območij'.
Leta 1923, ko katoličanom na Nizozemskem ni bilo dovoljeno sodelovati pri javnem izražanju vere, kot so procesije, so jugovzhodno od središča mesta zgradili park za procesije, Bonifacijev park. Osrednji del parka je tako imenovani Brouwersbron, pivovarski vodnjak, ki so ga Titus Brandsma in drugi (napačno) identificirali kot vodnjak, ki je nastal po svetnikovem mučeništvu. Leta 1934 je bila zgrajena kapela, posvečena Bonifaciju. Brandsma, karmeličanski duhovnik, ki so ga nacisti leta 1942 umorili v taborišču Dachau, je zasnoval tudi postaje križevega pota v parku, ki so bile dokončane leta 1949.
Pred letom 2019 je bilo mesto del občine Dongeradeel .

## Arhitektura

### Mestna hiša
Mestna hiša v Dokkumu je bila zgrajena leta 1610.

### Cerkve
- Velika ali cerkev sv. Martina, ki je iz 16. stoletja.
- cerkev sv. Bonifacija, Dokkum iz leta 1871.
- Bonifacijeva kapela iz leta 1934

## Mlini na veter
Leta 1652 je imel Dokkum pet mlinov na veter, vsi so bili poštni mlini. Dokkum ima dva mlina na veter, kapa, ki sta ohranjena in sta oba odprta za javnost po dogovoru. Imenujeta se "Zeldenrust" in "De Hoop". Tretji mlin, "De Marmeerin", je stal ob Woudvaartu zunaj mesta. Leta 2014 je bil mlin razstavljen, da bi ga ponovno postavili in obnovili v muzeju na prostem De sûkerei v Damwâldu.
- Zeldenrust
- De Hoop
- Zeldenrust
- hiša poleg mlina Zeldenrust

## Jezik
V Dokkumu se poleg frizijščine in nizozemščine govori tudi mestna frizijščina.

## Galerija
- Notranje pristanišče
- Pogled na ulico
- Središče mesta okoli De Zijla, pod njim teče Dokkumer Grootdiep
- Stara mestna hiša v mestnem centru
- Kip sv. Bonifacija pri kapeli svetega Bonifacija
- Številn mostovi za pešce v centru
- Sedež nekdanje Frizijske admiralitete
- Cerkev Svetega Bonifacija (1871) v centru Dokkuma
- Velika cerkev sv. Martina (Grote Sint-Martinus kerk (Dokkum)